# Albert (motorfiets)
Albert is een Duits historisch motorfietsmerk.
De bedrijfsnaam was: Albert Motorradwerke GmbH, Schneeberg.
Albert was een van de honderden kleine Duitse merken die in het begin van de jaren twintig op de markt kwamen met lichte, goedkope motorfietsjes, maar slechts een kort bestaan hadden.
Albert Motorradwerke begon de productie van motorfietsjes met een 183cc-tweetaktmotor voor Duitse begrippen (van na de Eerste Wereldoorlog) vroeg, in 1922, maar in 1923 zou een grote golf van concurrerende kleine merken ontstaan. Bijna al deze merken waren net als Albert afhankelijk van een kleine klantenkring in hun eigen regio, want het opbouwen van een dealernetwerk was door de lage productieaantallen niet mogelijk. Daardoor duurde deze Duitse "motorboom" ook niet lang: in 1924 sloten al veel bedrijven - waaronder Albert - de poorten, in 1925 volgden nog ruim 150 andere Duitse motorfietsmerken.